# Rechtsrheinische Stadtteile von Mainz
Koordinaten: 50° 0′ N, 8° 19′ O

Landeshauptstadt Mainz, Rheinland-Pfalz
Landeshauptstadt Wiesbaden, Hessen

Ortseingangsschild bis 2006
Heute

Rechtsrheinische Stadtteile von Mainz waren die zwischen 1908 und 1930 eingemeindeten Stadtteile Amöneburg, Kastel und Kostheim nördlich der Mainmündung sowie Bischofsheim, Gustavsburg und Ginsheim südlich davon. In den sechs Stadtteilen lebte mit 21,1 Prozent der kleinere Teil der Mainzer Bevölkerung, jedoch stellten sie 50,4 Prozent des Stadtgebietes dar. Aufgrund der Grenzziehung zwischen der amerikanischen und der französischen Besatzungszone nach dem Zweiten Weltkrieg blieben sie beim Volksstaat Hessen, der nach der Neugründung der Länder in Deutschland in Groß-Hessen, dem heutigen Hessen, aufging, während das linksrheinische Mainz zum neu geschaffenen Land Rheinland-Pfalz kam. Die drei südmainischen Stadtteile gehören heute zum hessischen Landkreis Groß-Gerau, die drei nordmainischen zur Stadt Wiesbaden.

## Die sechs ehemaligen Stadtteile
In den sechs rechtsrheinischen ehemaligen Mainzer Stadtteilen leben heute über 56.000 Menschen. Es handelt sich im Einzelnen um:

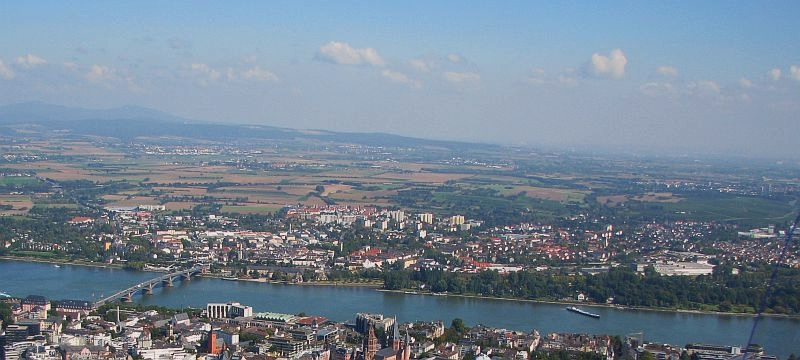
Kastel und Kostheim

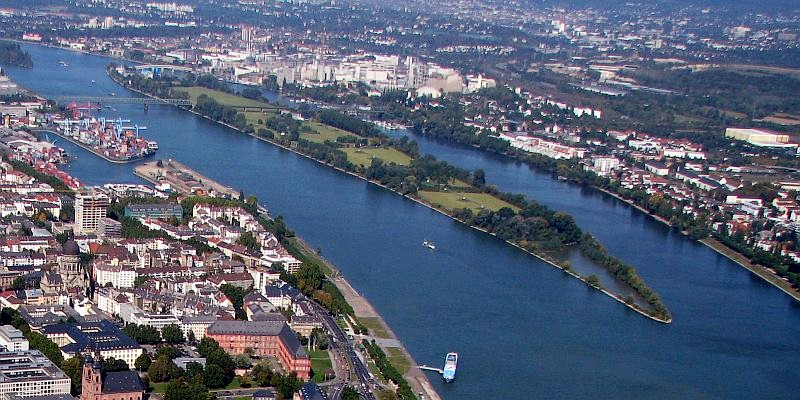
Amöneburg (oben)

| Wappen                     | Name         | Eingemeindung | Einwohner | heutige Kommune      | Beschreibung | Bild                     |
| -------------------------- | ------------ | ------------- | --------- | -------------------- | --- | ------------------------ |
| Wappen von Mainz-Amöneburg | Amöneburg    | 1908          | 1.400     | Wiesbaden            | Der nördlichste und kleinste der sechs Stadtteile ist geprägt durch die chemische Industrie (Albertwerke) und die Gleisanlagen des Güterbahnhofs Wiesbaden-Ost. | Albertwerke              |
| Wappen von Bischofsheim    | Bischofsheim | 1930          | 12.600    | Bischofsheim         | Auch Bischofsheim ist durch Industrie und Eisenbahn geprägt: direkt östlich liegt das riesige Rüsselsheimer Opelwerk, und der Bahnhof Mainz-Bischofsheim ist der zentrale Rangierbahnhof für das gesamte Rhein-Main-Gebiet.                                                                             | Bahnhof                  |
| Wappen von Ginsheim        | Ginsheim     | 1930          | 8.500     | Ginsheim-Gustavsburg | Der südlichste der sechs ehemaligen Stadtteile ist vor allem ein Wohngebiet. Der Ginsheimer Altrhein, seine Auen und Flussinseln bilden ein wichtiges Naherholungsgebiet. | Ginsheimer Altrhein      |
| Wappen von Gustavsburg     | Gustavsburg  | 1930          | 7.500     | Ginsheim-Gustavsburg | Gustavsburg entstand erst im Dreißigjährigen Krieg, als König Gustav Adolf direkt an der Mainmündung eine Festung errichten ließ. Ab etwa 1860 entwickelte es sich zu einem wichtigen Industrie- und Hafenstandort. Über die Südbrücke überquert die Eisenbahn hier den Rhein zum Mainzer Hauptbahnhof. | Südbrücke und Mainspitze |
| Wappen von Mainz-Kastel    | Kastel       | 1908          | 12.400    | Wiesbaden            | Kastel liegt am Rheinufer direkt gegenüber der Mainzer Altstadt und ist wie diese eine römische Gründung. Bereits damals gab es hier eine Rheinbrücke, der Anfang der Elisabethenstraße in die Römerstadt Nida im heutigen Frankfurt. Seit über 200 Jahren ist Kastel ein wichtiger Militärstandort.    | Theodor-Heuss-Brücke     |
| Wappen von Mainz-Kostheim  | Kostheim     | 1913          | 14.100    | Wiesbaden            | Kostheim liegt direkt nördlich der Mainmündung (Maaraue). Kaiser Friedrich Barbarossa gab hier 1184 eines der größten Feste des Mittelalters (Mainzer Hoftag). Der Ortskern ist zum Main orientiert, hier befinden sich die letzte Mainschleuse und -brücke vor der Mündung.                            | Kostheimer Mainbrücke    |

## Administrative Ausgangslage

Grenzlage von Mainz im Großherzogtum Hessen 1841

Die Stadt Mainz gehörte seit dem Wiener Kongress zum Großherzogtum Hessen(-Darmstadt) und nach 1918 im Nachfolgeweg zum Volksstaat Hessen. Mainz war dort Hauptstadt der Provinz Rheinhessen. Die auf dem rechten Rheinufer etwas nördlich liegende Nachbarstadt Wiesbaden, ehemalige nassauische Residenz, gehörte dagegen seit dem preußisch-österreichischen Krieg 1866/67 zur preußischen Provinz Hessen-Nassau. Durch den zwischen Preußen und Hessen-Darmstadt geschlossenen Friedensvertrag vom 3. September 1866 wurden „sämmtliche […] nördlich des Mains gelegenen Gebietstheile […]“ Hessen-Darmstadts, also neben der Provinz Oberhessen auch Kastel (einschließlich des heutigen Amöneburg) und Kostheim, im Unterschied zum übrigen Gebiet Rheinhessens, Teil des Norddeutschen Bundes.

## Die Ausbreitung des rechtsrheinischen Mainz
Die ebenfalls im Großherzogtum Hessen liegenden, aber rechtsrheinischen Nachbargemeinden Kastel und Amöneburg wurden am 1. April 1908 in die Stadt Mainz eingemeindet. Kastel ist der historische Mainzer Brückenkopf unmittelbar gegenüber der Altstadt und durch die Römerbrücke seit römischer Zeit mit Mainz verknüpft, war also schon lange vor der Eingemeindung eng mit Mainz verbunden.
Amöneburg besaß bedeutende chemische Industrie, das Industriegebiet ging nahtlos in das der Nachbarstadt Biebrich in der preußischen Provinz Hessen-Nassau über. Nach der Eingemeindung von Biebrich nach Wiesbaden 1926 verlief die Grenze zwischen beiden Großstädten, welche zugleich die preußisch-hessische Landesgrenze war, entlang der Albertstraße, die die Chemische Fabrik Kalle in Biebrich und die Chemischen Werke Albert in Amöneburg trennte. Nach dem Krieg wurden beide Betriebe von der Hoechst AG übernommen, die sie 1988 zu einem gemeinsamen Werk Kalle/Albert zusammenlegte. Das Werk bildet seit 1997 den Industriepark Kalle-Albert, die ehemalige Landesgrenze ist jedoch immer noch durch den Straßenverlauf erkennbar.
Am 1. Januar 1913 wurde die unmittelbar vor dessen Mündung am Nordufer des Mains gelegene Gemeinde Kostheim Stadtteil von Mainz. Am 1. Januar 1930 folgte schließlich die Eingemeindung der südlich des Mains gelegenen Orte Ginsheim, Gustavsburg und Bischofsheim. Das Mainzer Stadtgebiet lag damit sowohl beiderseits des Rheins als auch beiderseits des Mains, die Mainmündung mit der Mainspitze gehörte damit ganz zur Mainzer Gemarkung.

## Die Teilung der Stadt
Aus dem Nachkriegsdeutschland wurde das nach Abtrennung der Ostgebiete und des Saarlandes verbliebene Gebiet des vormaligen Deutschen Reiches in vier Besatzungszonen aufgeteilt. Dabei wurde, dem Zonenprotokoll folgend, im Bereich Mainz/Wiesbaden der Rhein als natürliche Grenze genutzt. Links des Rheins war die französische und rechts des Rheins die amerikanische Besatzungszone. Die alliierten Siegermächte gingen dabei, ähnlich wie beispielsweise in Frankfurt (Oder), Guben oder Görlitz ausschließlich von praktischen Erwägungen aus und interessierten sich wenig dafür, ob durch diese Grenzziehung ein Stadtgebiet geteilt wurde. Im Gegensatz zu den anderen genannten Städten konnten die Bürger in Mainz nach einiger Zeit wieder relativ einfach zwischen den beiden Besatzungszonen wechseln.
Ab September 1945 formierten die Militärregierungen der Besatzungsmächte, jede in ihrer eigenen Zone, die deutschen Länder als Grundlage des demokratischen Neuaufbaus in Deutschland neu. Da aus politischen Gründen das Land Preußen aufgelöst werden sollte, wurden aus den rechtsrheinischen Teilen des Volksstaates Hessen, Teilen der preußischen Provinz Nassau (ohne den Bezirk Montabaur) und der ehemaligen preußischen Provinz Kurhessen das Land Groß-Hessen, das heutige Land Hessen, von der amerikanischen Besatzungsmacht gegründet. Die französische Besatzungsmacht bildete etwas später aus dem linksrheinischen Teil des Volksstaates Hessen, dem ebenfalls zur französischen Zone gefallenen Teil von Hessen-Nassau (Regierungsbezirk Montabaur), dem südlichen Teil der preußischen Rheinprovinz und der vormals bayerischen Pfalz das Land Rheinland-Pfalz.
Die rechtsrheinischen Stadtteile von Mainz hatten mit der bereits im Juli 1945 vollzogenen neuen Grenzziehung ihren kommunalpolitischen Bezugspunkt verloren. Die drei Stadtteile nördlich des Mains, Amöneburg, Kastel und Kostheim wurden, einem Wiesbadener Vorschlag folgend, von der amerikanischen Besatzungsmacht nach Wiesbaden eingemeindet. Eine „treuhänderische Verwaltung“ der Stadt Wiesbaden gab es nicht. Allerdings wurde diese von Mainzer Seite mehrfach gefordert und von rechtsrheinischen Stellen in Verkennung der Rechtslage vereinzelt bestätigt. Dies gilt auch für die südlich des Mains gelegenen Stadtteile Bischofsheim, Ginsheim und Gustavsburg. Sie wurden aus Mainz ausgemeindet und Bestandteil des hessischen Landkreises Groß-Gerau. Ginsheim und Gustavsburg schlossen sich dabei zur Gemeinde Ginsheim-Gustavsburg zusammen, die bereits vor der Eingemeindung bestanden hatte.
Kastel und Amöneburg wurden damit 37 Jahre, Kostheim 32 Jahre und Bischofsheim, Ginsheim und Gustavsburg 15 Jahre lang tatsächlich auch von Mainz aus regiert. Alle Bestrebungen, den sogenannten AKK-Konflikt im Sinne einer Rückgliederung zumindest von Amöneburg, Kastel und Kostheim nach Mainz zu lösen, blieben bis heute ergebnislos.

## Die heutige Situation
Nach wie vor wird für die drei nördlich des Mains gelegenen heutigen Stadtteile der Landeshauptstadt Wiesbaden der Name der alten Mutterstadt Mainz vorangesetzt und sie tragen die amtlichen Bezeichnungen Mainz-Kastel, Mainz-Kostheim und Mainz-Amöneburg. Dies entspricht einer Vereinbarung der Oberbürgermeister im Vierzehn-Punkte-Papier vom 8. September 1945. Bei Amöneburg findet teils der Name Wiesbaden-Amöneburg Verwendung. Bei den Bahnhöfen wird nicht nur „Mainz-Kastel“ weiterhin so bezeichnet (Ausnahme: Liniennetzplan des Rhein-Main-Verkehrsverbundes, dort heißt es nur „Kastel“), auch die Bahnhöfe der Gemeinden Bischofsheim und (Ginsheim-)Gustavsburg tragen bis heute bahnseitig den Namen „Mainz-Bischofsheim“ und „Mainz-Gustavsburg“.
Postalisch werden Mainz-Kastel (55252) und Mainz-Kostheim (55246) über das Briefzentrum 55 in Mainz-Hechtsheim versorgt und führen daher „Mainzer“ Postleitzahlen. Die postalische Bedienung von Mainz-Amöneburg (65203) erfolgt über das Briefzentrum 65 für Wiesbaden, welches allerdings wiederum in Mainz-Kastel liegt. Bei den Telefonvorwahlen teilen sich die Stadtteile Mainz-Kastel und Mainz-Kostheim die 06134, welche auch in Gustavsburg gültig ist, und somit „eigenständig“ sind (Mainz hat die Vorwahl 06131), Mainz-Amöneburg ist durch die Vorwahl 0611 telefonisch Wiesbaden zugeordnet.
Die Frage der abgetrennten Mainzer Stadtteile (ganz überwiegend der nördlich des Mains gelegenen) ist bis heute immer wieder Gegenstand heftiger lokalpolitischer Debatten (siehe auch AKK-Konflikt). Dieses Thema wird bis heute in der auch rechts des Rheins gefeierten Mainzer Fastnacht immer wieder angesprochen. Praktisch ist das Thema bis heute noch relevant, da zwar die Abtrennung die kommunale und Landeszugehörigkeit änderte, jedoch die Grundstücke etc. einschließlich der öffentlichen Flächen sich zunächst und zum Teil heute noch im Eigentum der Stadt Mainz befinden. Dennoch arbeiten die benachbarten Landeshauptstädte seit langem in vielen kommunalen Angelegenheiten eng zusammen, beispielsweise im öffentlichen Personennahverkehr oder bei der Feuerwehr. Der Wiesbadener Oberbürgermeister Sven Gerich (SPD) publizierte Anfang Juni 2013 in Abstimmung mit dem Mainzer Oberbürgermeister Michael Ebling (SPD) die Aussage, dass man auf beiden Seiten davon ausgehe, dass sich am Status von AKK bis auf Weiteres nichts ändern werde.

## Rechtliche Möglichkeiten einer Wiedervereinigung
Die mittlerweile über 70 Jahre alte Landesgrenze stellt für eine Restitution ein fast unüberwindliches Hindernis dar, da eine Änderung der Landeszugehörigkeit nur nach Art. 29 des Grundgesetzes möglich wäre. Durch eine Änderung dieses Artikels in Bezug auf die Zahl der betroffenen Einwohner (Grenze liegt jetzt bei 50.000) wäre es zwar möglich, ähnlich wie beim Amt Neuhaus, nur per Staatsvertrag und ohne vorher obligatorische Volksabstimmung im Gesamtgebiet beider betroffenen Bundesländer die Landeszugehörigkeit zu ändern; über die reine Phase von öffentlichen Gedankenspielen ist dies aber bisher nie hinausgekommen, da von hessischer Seite stets Ablehnung signalisiert worden war.